# The Invisible Man's Revenge
The Invisible Man's Revenge is een Amerikaanse horrorfilm uit 1944, geregisseerd door Ford Beebe. Het verhaal is losjes gebaseerd op het boek de onzichtbare man van H.G. Wells.

## Verhaal
Een wetenschapper maakt een nieuwe versie van de onzichtbaarheidsformule. Om hem te testen gebruikt hij een voortvluchtige man genaamd Robert Griffin. Robert wordt inderdaad onzichtbaar, maar ontsnapt al snel na het experiment. Hij wil met zijn nieuwe gave wraak nemen op een familie die volgens hem jaren geleden hem ervan weerhouden heeft een fortuin te vergaren.

## Rolverdeling
| Acteur           | Personage                         |
| ---------------- | --------------------------------- |
| Jon Hall         | Robert Griffin alias Martin Field |
| Leon Errol       | Herbert Higgins                   |
| John Carradine   | Dr. Peter Drury                   |
| Alan Curtis      | Mark Foster                       |
| Evelyn Ankers    | Julie Herrick                     |
| Gale Sondergaard | Lady Irene Herrick                |
| Lester Matthews  | Sir Jasper Herrick                |
| Halliwell Hobbes | Cleghorn, de butler               |
| Leyland Hodgson  | Sir Frederick Travers             |
| Doris Lloyd      | Maud, de bardame                  |
| Ian Wolfe        | Jim Feeney, advocaat              |
| Billy Bevan      | Politieman                        |
| Grey Shadow      | Brutus, Drury's hond              |